# Goldshaw Booth
Goldshaw Booth is een civil parish in het bestuurlijke gebied Pendle, in het Engelse graafschap Lancashire met 248 inwoners.